# Cantar de mio Cid
 Der er for få eller ingen kildehenvisninger i denne artikel, hvilket er et problem. Du kan hjælpe ved at angive troværdige kilder til de påstande, som fremføres i artiklen.

El Cantar de mio Cid er en anonym gertsang, der fortæller heroiske bedrifter løst inspireret af de sidste år i den kastilianske ridder Rodrigo Díaz de Vivar el Campeadors liv. Den bevarede version blev ifølge de fleste nuværende kritikere komponeret omkring år 1200.